# エレクトロニカ
エレクトロニカ（英語: electronica）は、電子音楽や、電子音楽に影響を受けている音楽全般を包括的に表す言葉である。

## 歴史
エレクトロニカは電子音楽の一種である。必ずしもクラブミュージックとしての性格を強調するものではなかった。
名前の由来ははっきりしないが、言葉の使用自体は、英国のエレクトロニックロックのバンドであるリパブリカを表現するために、1990年代中ごろ、英国の音楽雑誌『メロディ・メイカー』によって造り出された。後に、当時全く新しい次世代のレイブ音楽として音楽界の主潮へと躍り出たのを契機として、その潮流を意味する言葉として、アメリカでは一般的となった。
エレクトロニカという言葉がこのような新しいダンス音楽を包括する言葉として使用される以前は、エレクトロニック・リスニング・ミュージック、ブレインダンシング、IDM（インテリジェント・ダンス・ミュージック）などと呼ばれていた。
1990年代中頃のMTVや主要なレコード会社は、エレクトロニカという言葉を、それほど包括的な言葉として用いているわけではなく、現在ではビッグ・ビートやケミカルブレイクなどと分類されているケミカル・ブラザーズ、他にもプロディジーといった面々によって世に送り出された主流の機械音楽を意味する言葉として使用していた。
現在では、ビョーク、ダフトパンク、ゴールディー、トリッキー、マドンナなどの人気のアーティスト、オウテカ、エイフェックス・ツインなどの新たな手法を採用するアーティストから、ダブ指向の強いダウンビート、そしてトリップホップまでを含む幅広い音楽活動や音楽様式を表す言葉として用いられている。人気を集めているアーティストの多くは、大衆向けの音楽においても、何らかのエレクトロニカ的な要素を取り入れている。

## 2000年以降の動向
現在エレクトロニカは大まかに2つの意味に分かれている。広義のエレクトロニカはクラブミュージックなどを含む打ち込みを部分的にでも使った音楽全般であり、狭義には非クラブミュージック、非ダンスミュージックに特化したIDMとその周辺、進化系のみのことを指す。なお広義のエレクトロニカとしての分類は主に海外で使われている。
（狭義の）エレクトロニカがもっとも注目されたのはクリック、グリッチ、カットアップといった手法が幅広く広がったときである。特にレーベルのミル・プラトーがClicks & Cutsと題した一連のコンピレーションシリーズでこの手法を集中的に取り上げた2000年前後である。それまではどちらかというとアレック・エンパイアのレーベルというイメージの強かったフォース・インクおよびそのサブレーベルであるミル・プラトーが、実験的なエレクトロニカを多数リリースする場となり、シーンを大いに盛り上げた。ただしクリックおよびグリッチはそれ以前にオヴァルが「発見」した手法である（さらに言うならカットアップもオヴァルが多用している）。この内グリッチを概念化したのはキム・カスコーンである。
一方でエレクトロニカはハードウェアとソフトウェア（1997年に開発されたMax/MSPなど）の両面の発達から、より精緻で複雑化が進んだ。こういったアーティストは前述のクリック系アーティストと密接に連動し、必ずしも明確に分割することは出来ない。この方面のエレクトロニカが注目されたのは、レディオヘッドがエレクトロニクスを大胆に取り入れたアルバムを発表したこと、特にリーダーのトム・ヨークがオウテカに影響をうけていると発言したためである。彼らは複雑なプログラミングやグリッチ、ドローンといった手法を用いる。特にリズム面が複雑化し、ブロークンビートと呼ばれるブレイクビーツを複雑化あるいは打ち込みにより模擬させたリズムであったり、変拍子や拍子という概念を放棄したような曲すらある。
クリック、グリッチ、カットアップといった手法は、いわゆるダンスミュージックとしてのテクノやハウスといった電子音楽にも波及、特にテクノはその後シーン全体がクリックテクノ/ハウス一色に染まった（シュランツはこれに反する流れとする見方もある）。有名DJもクリックハウスを多く廻し、田中フミヤの様にスタイルそのものをクリック主体に変えてしまったDJも多い。

## エレクトロニカの分類
エレクトロニカと言う手法は前述のように21世紀に差し掛かる前後で爆発的に広がり、様々な方向に向かった。以下にその方向性を分類する。

### 生楽器系
シーンとして大きいのは生楽器を取り入れたスタイルである。初期にはフォークトロニカと呼ばれていたが、現在エレクトロニカ自体この手法が主流となったため、そう呼ばれることは少ない。彼らの中にはポスト・ロックとほとんど聞き分けが付かないようなサウンドを展開する者もいる。フォークトロニカと呼ばれても、現在は必ずしもフォーク・ミュージックの影響下にあったり、アコースティック・ギターのみを取り入れているわけではないのに注意が必要である。勃興期にフォーク・ミュージックを思わせるサウンドが流行したため(後述するフェネスやムーム、サヴァス＆サヴァラスなど)慣例的にそう呼ばれている。
- 代表としてはテレフォン・テル・アヴィヴ、フェネス、ムームなどがこれにあたり、この手法は世界中に広がっている。フェネスのEndless Summerはグリッチサウンドにギターを取り入れたフォークトロニカの嚆矢ともなる作品であり、各方面で高い評価を得た。一般的にはポップな物が多いが、中にはミッチェル・アキヤマやエッケハルト・エーラーズのように実験的・アンビエント・ミュージック的な方向性を示すアーティストもいる。
- フォークトロニカの中でも比較的ポップなアーティストの中には、「可愛らしい系」とでも呼ぶべきキュートでトイポップなサウンドを作るアーティストが、一定の人気を保っている（「トイトロニカ」などとも呼ばれる）。この方向ではルラトーンやメロディウムといったアーティストが知られており、草分け的存在としてClicks & Cutsにも参加したダット・ポリティクスが挙げられる。
- エレクトロニカにジャズ的要素を臭わせたニュージャズ、電子音響ジャズと呼ばれるアーティスト達も存在する。これらはどちらかというとポスト・ロックやクラブ・ジャズ、トリップ・ホップと関連性が深く、基本的にバンド編成であるが、中には初期ラディアンの様によりエレクトロニカに接近したアプローチも存在する。
- もう一方ではインディー・ロックとの融合が計られた。この方面ではモール・ミュージックが有名であり、手法としてはフォークトロニカとある程度重なり、ボーカルや生楽器を大幅に取り入れるサウンドである(インディートロニカとも呼ばれることがある)。この手法はインディー・ロックのファンにも大いに受け、人気となった。
- インディー・ロックとの融合の中で人気のある手法としてシューゲイザーの後継者であるエレクトロ・シューゲイザー(ニューゲイザーと呼ばれることもある)と呼べる手法があり、ウルリッヒ・シュナウス、マニュアル、ギター、M83といった人気アーティストを輩出した。これは一般的にはリズムを打ち込みにして、上物を様々なギターサウンドとシンセパッドで飾るというスタイルが主流である。元々シューゲイザーはリズムの比重が弱かったことから(シューゲイザー全盛期からカーヴのようにリズムを打ち込みにするバンドが存在していた)、シューゲイザーの正当な後継者と見られている[4]。

### 電子音系
現在も王道的な電子音のみでサウンドを形成するエレクトロニカも多く存在する。
- オウテカやマウス・オン・マーズ、トゥ・ロココ・ロット、ボラといったアーティストや、n5MDやU-Cover、Skamといったレーベルが挙げられる。日本人の人気アーティストツジコノリコもボーカルは使用しているが、この範疇に入ると考えられる。一時期異常に複雑化したプログラミングへの反動か、クラークのように逆にシンプルでダンサブルな方向性や、アイ・アム・ロボット・アンド・プラウドのようにポップな方向性を示し人気になるケースもある。
- クリック全盛時代と同じようなアプローチを続けるアーティストも多い。この方面のアーティストにはノイズ・ミュージックやアンビエント・ミュージックとも取れるようなサウンドも存在する。池田亮司やピタ、アルヴァ・ノト、SndといったアーティストやTouch、エディションズ・メゴ、ラスター・ノートンといったレーベルが挙げられる。池田亮司やピタはClicks & Cuts以前からこの様なアプローチをしており、シーンに大きな影響を与えた。また、よりノイズに近づいたアプローチはマウリツィオ・ビアンキの提唱した概念であるテクノイズtechnoiseと称されることがある[5][6]。
- 2001年頃から注目されたのはマイクロスコピック・サウンドあるいはロウワーケース・サウンド[7]という手法である。クリックやグリッチ、サイン波のドローンを分散的に配し限りなく少数の音で空間を形成するサウンドは、必ずしも大きなシーンにはならなかったが、一定の影響力を保ちつつある。この方向ではリチャード・シャルティエ、キム・カスコーン、Sachiko M、ジョン・ヒュダックといったアーティストや12kとそのサブレーベルのLINE、日本のSpekkといったレーベルが有名である。アンビエント・ミュージックのアーティストとして知られるウィリアム・バシンスキーやテイラー・デュプリーもこのシーンと密接な関係にある。

### ヒップホップ系
エレクトロニカはヒップホップとの融合も図られた。これは既にエレクトロニカでは重鎮と見なされていたオウテカがアメリカツアーの際にマイアミにも訪れ、その時に生まれた交友関係が元だと言われ、「マイアミシーン」と称されることもある。オウテカ自身もDJミックスでヒップホップを掛けるなどこの方面からの影響がある。また、元よりトリップ・ホップというテクノとヒップホップの派生系のようなシーンがあったり、プロディジーやボム・ザ・ベースといったアーティストがデトロイト・テクノと前後して活動していたこともあり、比較的この方面へのエレクトロニカの導入はスムーズだった（更に言うなら、デトロイト・テクノ自体がヒップホップの原型であるエレクトロの派生とも言える）。
- レーベルはメアク・レコーズ、スキマティックが代表的であった。注目されるアーティストはマシーンドラム、ダブリー (Dabrye)、ファンクステルング、プレフューズ73、フライング・ロータスといったところである。ただしメアク・レコーズ自体は純粋なIDM（プロエム）からポストロック（チキ・オブマー）までリリースする幅広いレーベルであった。またヒップホップレーベルアンチコンは前述したモール・ミュージックと関係があることでも知られる。

### ダンスミュージック系
以下に挙げるサウンドはどちらかというと（狭義の）エレクトロニカ以前のダンスミュージックであるテクノやドラムンベース、トリップ・ホップなどとの関連性が高い。しかしエレクトロニカと同時期に発展したこともあって、同列に挙げられることが多く、アーティストやレーベル間でも交流があったり、同じアーティストでも非ダンス/ダンスミュージック両面のアプローチをすることもある。
- クリック・ハウス(もしくはクリック・テクノ)は前述のように最も流行した手法である。ダンスミュージックにこの手法が適用された例で注目されるのは、ミル・プラトーでクリックハウスというよりカットアップ・ハウスとでも呼ぶべき手法でDeck The Houseというスマッシュヒットを飛ばしたアクフェン、チリ出身、ベルリンでリッチー・ホウティンと共に活動をするリカルド・ヴィラロボス、ユーモラスなコラージュハウスを得意とするハーバートといったアーティストである。
- ブレイクコアはドラムンベースやドリルンベース及びガバの派生系と見られており、μ-Ziqのレーベルプラネット・ミューが有名。ヴェネチアン・スネアズが主要アーティストとして挙げられる。ブレイクコアの中には一部のガバ（アタリ・ティーンエイジ・ライオットなど）やグラインドコアの影響を受けて、インダストリアルに近い方向性を示すアーティストもいる。
- ダブを取り入れたテクノとしてベーシック・チャンネル一派のミニマル・ダブがあり、~Scapeといったレーベルやポール、ヴラディスラヴ・ディレイ、ヤン・イェリネック、モノレイク、デッドビートといったアーティストが挙げられる。基本的にはエレクトロニカ以前より勃興しておりテクノやハウスの直系であるが、彼らが多用するレコードノイズがグリッチの一種とされたり、非ダンスのアプローチが多いこともあって、狭義のエレクトロニカとの関連も深い。またこのシーンより影響を受けて、アロヴェインのように「オウテカ・ミーツ・チェイン・リアクション」[9]と呼ばれるようなサウンドを展開するアーティストもいる。また、下記のダブステップ勃興以降はダブステップへと移行する、あるいはダブステップのシーンと深い関わりを持つアーティストも多い。
- また、ダブ、グライム、エレクトロニカ、トリップ・ホップ、ドラムンベース、ブレイクコア、2ステップなど幅広い影響を受けた、フロア向けサウンドの総決算とも言えるダブステップと呼ばれるジャンルも誕生した。ダブステップの代表格ブリアルが2006年にリリースしたファーストアルバムburialは、00年代最大の事件と評されることがある[10]。ラガ色、ヒップホップ色の強い物から、ほとんど純然たるエレクトロニカと聞き分けがつかないようなものまで、幅広いサウンドが近年ダブステップと呼ばれるようになっている。詳しくはダブステップの項を参照。
- さらに、近年ポストダブステップとしてブロステップ(Brostep)と呼ばれる特徴的なサウンドが注目されている。一般的にはベースに極端なLFOを掛けてダブ色を薄くし、レイヴ色・トランス色を増したコマーシャルなサウンドがそう呼ばれているが、まだ勃興したばかりのジャンル故に明確な定義をするのは難しい[11][12]。大手レーベルのコンピレーションなどでは、伝統的なダブステップよりブロステップに近似したサウンドが、ダブステップとして紹介されている例もある[注 3](同様のことが、伝統的なドラムンベースとリキッドファンクの関係にも言える)。

### その他
- ヨハン・ヨハンソンのようにクラシック音楽にエレクトロニカを導入した例がある。エレクトロニカとは離れるが、ネオクラシカルと呼ばれて一大シーンを築いた。また、chiharu mkのようにINA-GRMでミュージックコンクレートの現在形アクースマティック・ミュージックの影響を受けたエレクトロニカの例などがある。

## 現在のエレクトロニカ
EFA破綻の元始まったミル・プラトーの迷走は紆余曲折の末に活動を停止し(ただし2010年に新たな資本のもとリリースを再開した)、メアク・レコーズなど大手レーベルも2005年辺りから閉鎖することが相次いだ。他方ではコアなエレクトロニカを中心にリリースしていたn5MDがロックバンドのリリースをしたり、テクノ全盛期から布石のようにロックバンドのリリースもしていた古参ワープ・レコーズがそちら方面のリリースを本格化させるなど、シーン全体としては縮小傾向にある。